# Camera obscura

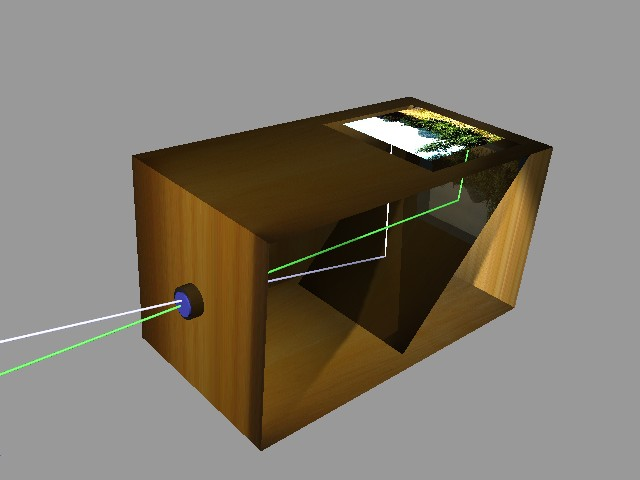
Camera obscura

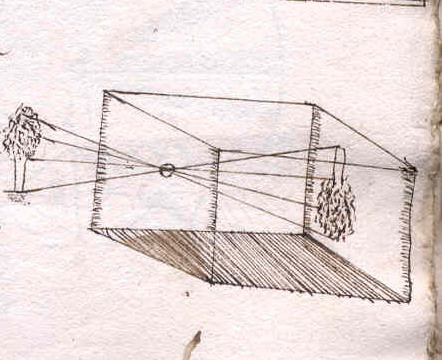
Camera obscura v manuskriptu Principia Optices, 17. století

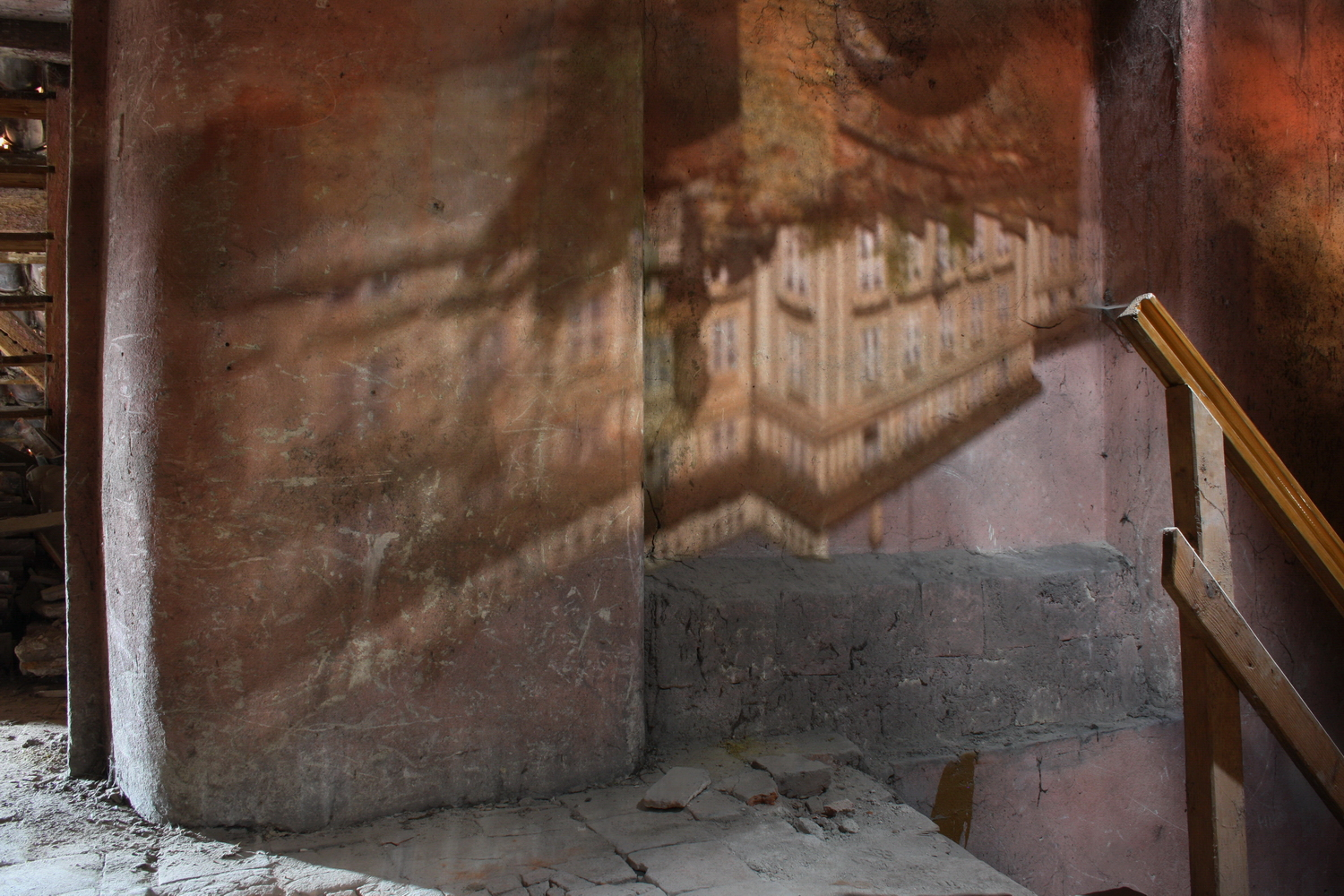
Otvor v jedné malostranské střeše vytváří na zdi panorama jižního průčelí Pražského hradu o velikosti asi 4x2 metry

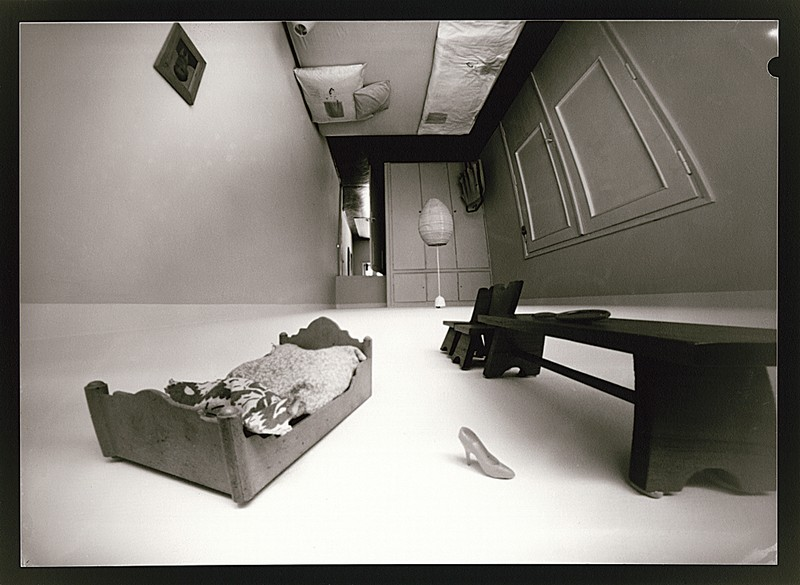
Tomasz Dobiszewski: Paligenesis, 2004, nasnímáno camerou obscurou

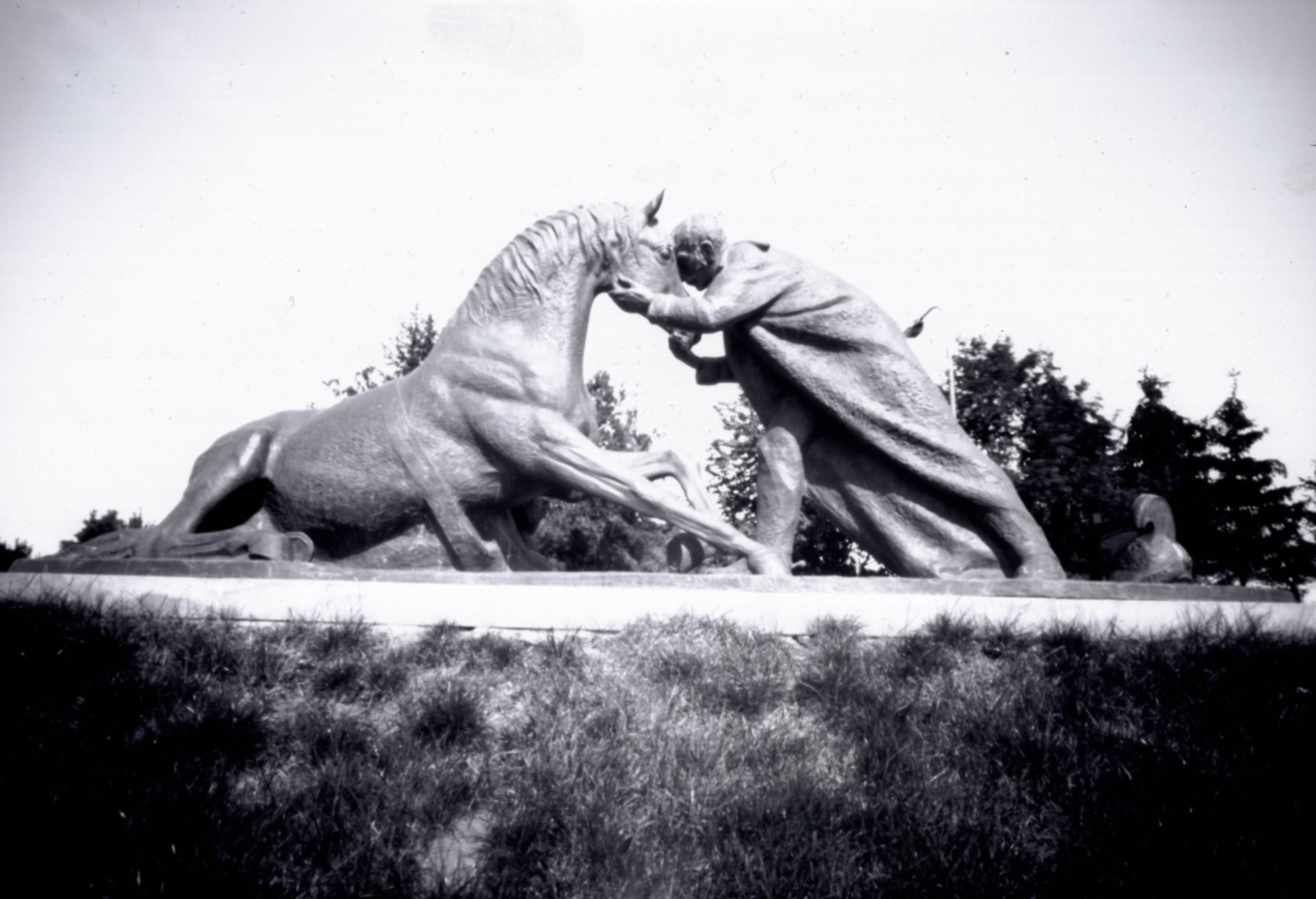
Fotografie Pomníku jezdecké srážky u Střezetic 1866. Nasnímáno camerou obscurou na fotografický papír.

Camera obscura (z lat. temná komora), dírková komora nebo pinhole je optické zařízení používané jako pomůcka malířů a předchůdce fotoaparátu.

## Princip
Camera obscura je v principu schránka (třeba i velikosti místnosti) s otvorem v jedné stěně. Světlo z vnější scény po průchodu otvorem dopadne na konkrétní místo na protější stěně. Promítalo-li se na papír, mohl malíř obraz jednoduše obkreslit. Výhodou této techniky bylo zachování perspektivy a tím větší realističnost výsledného obrazu.
S popsaným jednoduchým aparátem byl promítaný obraz vždy menší než ve skutečnosti a převrácený. V 18. století byla používána konstrukce se zrcadlem, která obraz promítala na průsvitný papír položený na skleněné desce na vrchu skříňky.
Se zmenšujícím se otvorem je promítaný obraz ostřejší, ale zároveň se snižuje jeho jas. Je-li otvor příliš malý, ostrost se opět začne zhoršovat vlivem difrakce. Pozdější camery obscury používaly místo otvorů objektivy, umožňující větší průměr při zachování ostrosti obrazu.

## Historie
- 5. století př. n. l. – čínský filozof Mo Ti popsal princip jevu, při kterém světlo procházející malým otvorem do temné místnosti vytvoří na protější stěně převrácený obraz předmětů před otvorem.[1][2]
- 350 př. n. l. – Aristoteles popsal ve svém díle princip camery obscury.
- 1020 – Arabský fyzik, matematik a filozof Muhammad ibn al-Hasan ibn al-Hajtham známý jako Alhazen se zabýval lomem a odrazem světla a čočkami. Používal přitom desku s dírkou, před kterou vyrovnal svíčky. Jejich obraz se promítal na druhé straně desky a zakrýváním svíček zjistil, že obraz levé svíčky se promítne vpravo, z čehož odvodil, že světlo se šíří přímočaře. Arabové používali v astronomii při určování polohy Slunce nebo slunečních zatmění přístroj nazvaný později camera obscura.[1]
- 1545 – V díle De Radio Astronomica et Geometrica holandský astronom Regnie Gemma Frisius uveřejnil první nákres camery obscury, s jejíž pomocí o rok dříve pozoroval zatmění Slunce.[1]
- 1485 – Leonardo da Vinci popsal ve svém spisu Codex Atlanticus (na kterém pracoval v letech 1478–1519) praktické pokusy s využitím jevu, který nazval camera obscura čili temná místnost, a na jejich základě odvodil vztah mezi funkcí oka a perspektivou.[1]
- 1550 – Gerolamo Cardano zabudoval do vstupního otvoru camery obscury skleněnou čočku a tím výrazně zjasnil přenášený obraz.[1]
- 1550 – Gemma Frisius vsadil čočku do vstupního otvoru camery obscury, aby zvýšil světelnost.
- 1558 – Neapolský vědec Giovanni Battista della Porta ve svém díle Magia Naturalis (Přírodní magie) zveřejnil ucelený popis camery obscury. Pro obveselení promítal svým hostům obrazy herců na stěnu s takovým úspěchem, že ho inkvizice málem dostala na hranici.[1]
- 1568 Giambattista della Porta vynalezl clonku ke zlepšení ostrosti kresby jednoduché spojné čočky.
- 1568 – Daniel Barbaro zlepšil ostrost kresby jednoduché spojné čočky camery obscury zavedením clonky.[1]
- 1620 – Jan Kepler vyvinul přenosnou verzi camery obscury, která se stala vítanou pomůckou malířů krajin.[1]
- 1685 – Johann Zahn popsal vliv čoček o různých ohniskových vzdálenostech na velikost promítnutého obrazu a využití matnice.[1]

V následujících desetiletích vznikaly různé modifikace camery obscury podle účelu, kterému měly sloužit. Pro vědce, malíře nebo jako turistické atrakce. Vznikaly přístroje se systémem zrcadel pro nepřevrácený obraz, malé kapesní, velké umístěné na rozhlednách a majácích.
- Walter B. Woodbury si sestrojil vlastní cameru obscuru jako student stavebního inženýrství v Manchesteru z krabice na doutníky a brýlových čoček.[3]

## Známé veřejné camery obscury
- Česko:

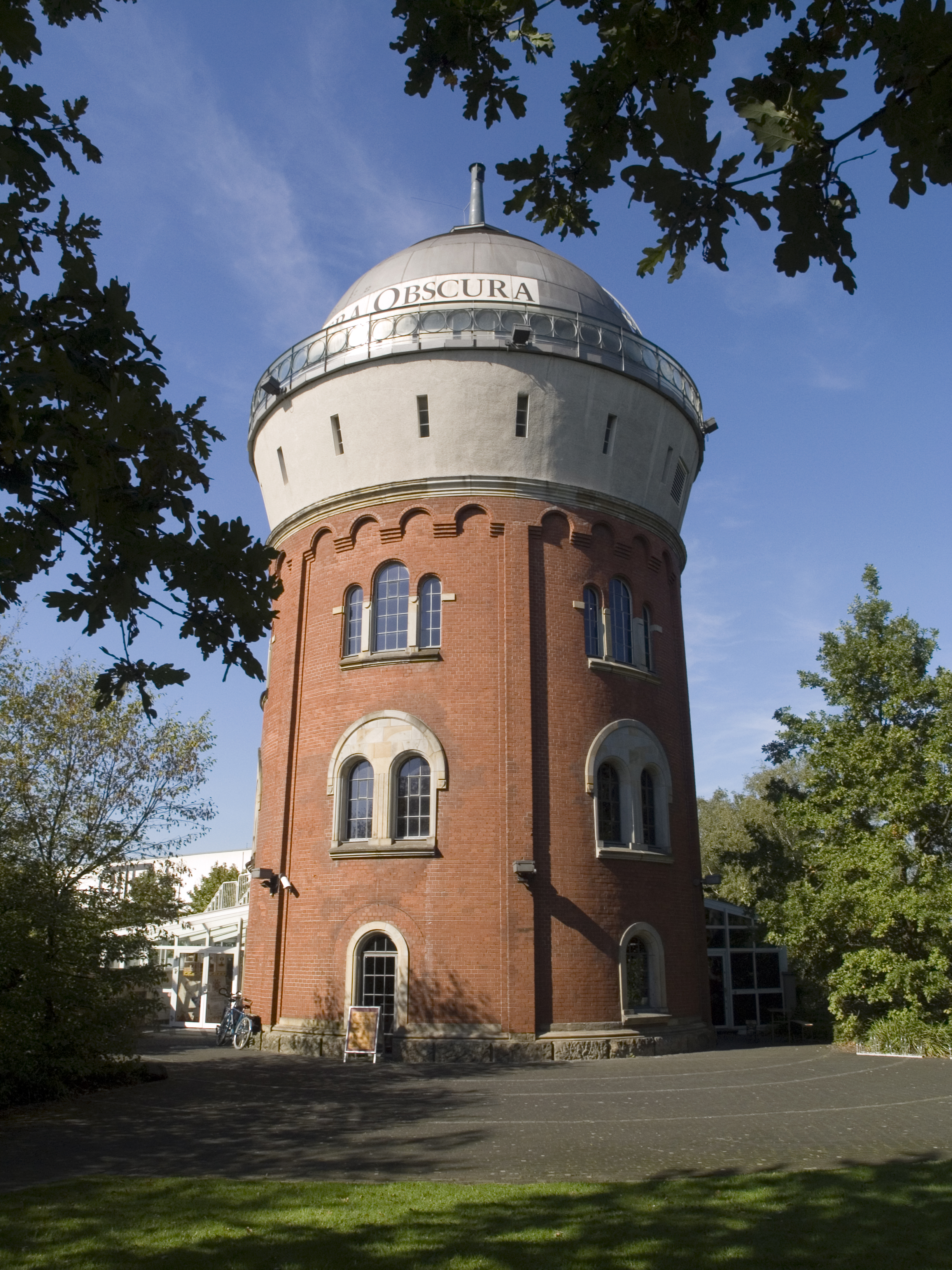
Camera obscura, Mülheim an der Ruhr, Severní Porýní-Vestfálsko, Německo

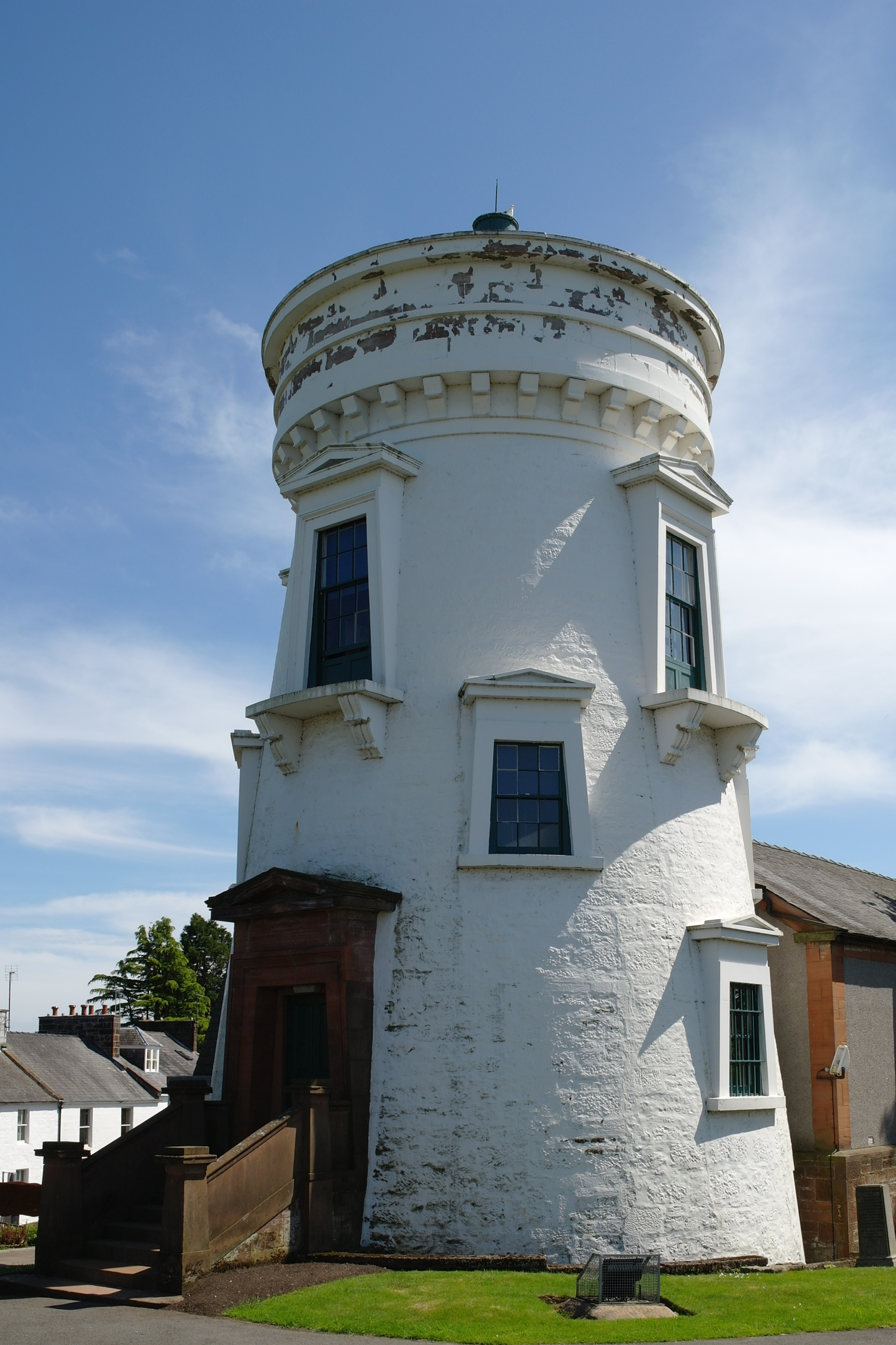
Camera Obscura, Dumfries, Velká Británie

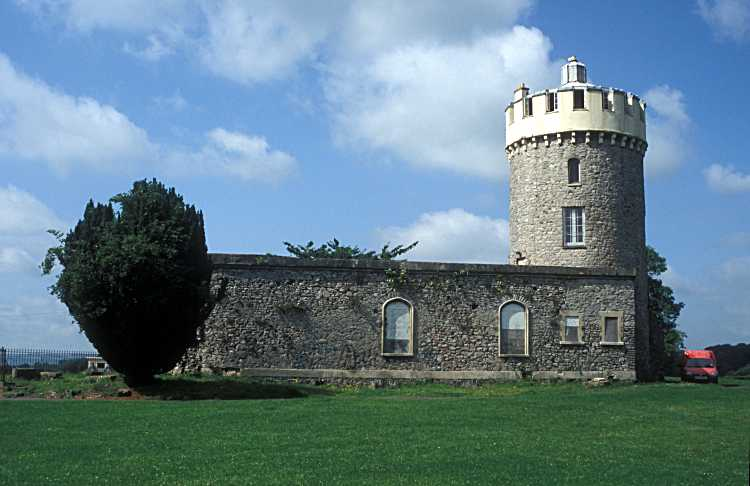
Camera Obscura v observatoři Clifton Down, Bristol, jihozápadní Anglie

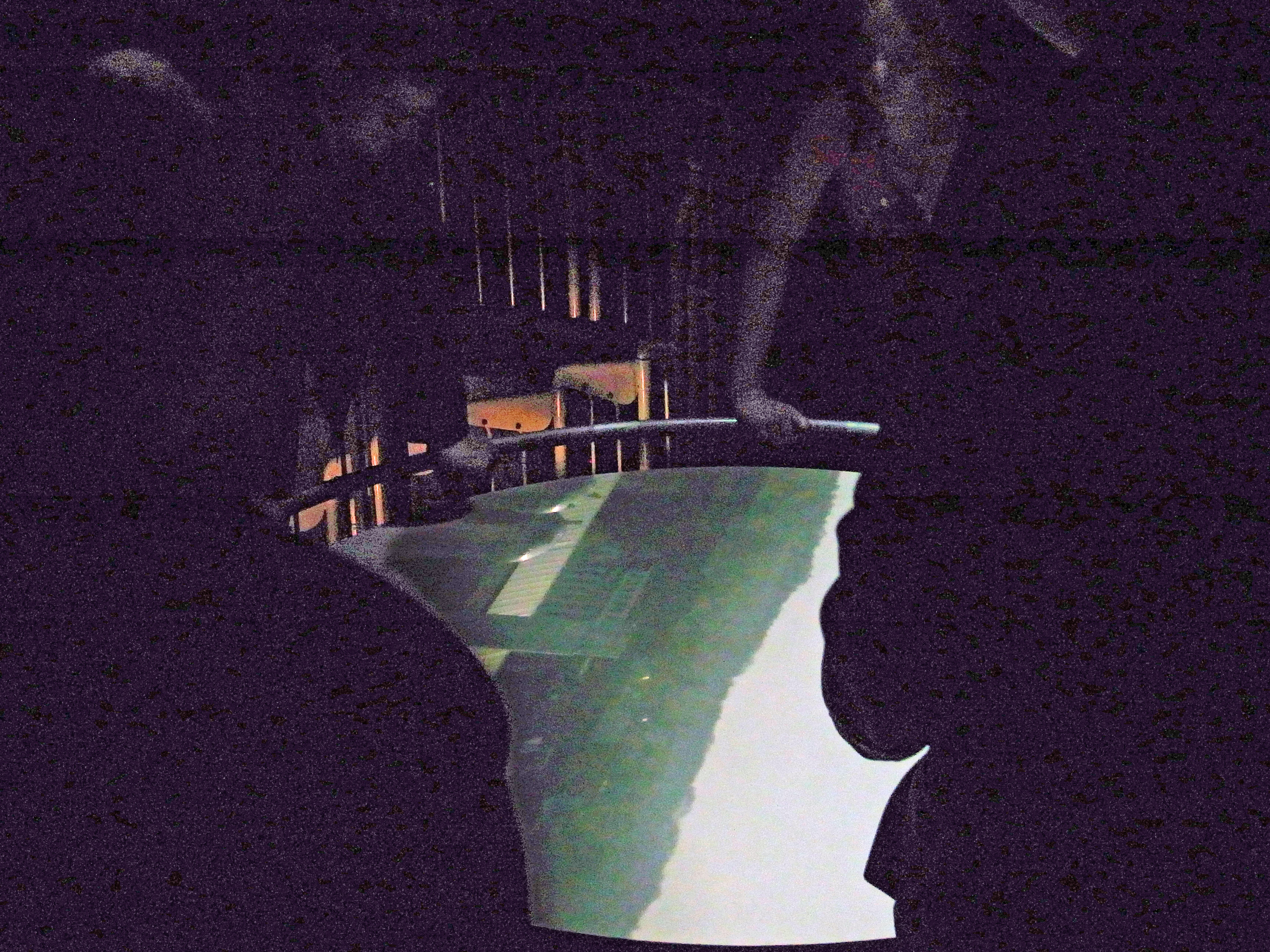
Pozorování obrazu, Mülheim an der Ruhr

  - Camera obscura v parku Milotického zámku
  - Znojmo - radniční věž
  - Velvary - renesanční Pražská brána

- Německo:
  - Camera obscura s výhledem na oblohu (Sky Space), Unna, Severní Porýní-Vestfálsko.
  - Camera obscura na hoře Oybin u Žitavy, postavena v roce 1852, renovovaná v roce 1980–83, 360°-pohled, zajímavost: projekční stěna je střecha trabanta.
  - Camera obscura v Hainichenu u Freibergu, Sasko postavena 1883, obnovena 1985
  - Camera obscura v Mülheimu an der Ruhr 1992
  - Camera obscura v Deutsches Filmmuseum, Frankfurt nad Mohanem
  - Camera obscura v Stade, Niedersachsen, postavena 2008
  - Camera obscura v Drážďanech, Technische Sammlungen der Stadt Dresden
  - Camera obscura v Ingolstadtu (na nové radnici)
  - Camera obscura v Biberachu an der Riß, Jordanbad (v Sinnweltu)
  - Camera obscura v Hamburku na Altonaer Balkon (s výhledem na most Köhlbrand a přístav)
  - Camera obscura v Marburgu (v zámecké zahradě)

- Portugalsko:
  - Camera obscura v Lisabonu (v opevnění nad městem)
  - Camera obscura v Taviře

- Španělsko:
  - Camera obscura v Cádizu (Torre Tavira)
  - Camera obscura v Jerez de la Frontera (Alcázar)
  - Camera obscura v Tudele (Torre Monreal)

- Maďarsko:
  - Camera obscura v Egeru (již v roce 1552 s ní byli pozorováni útočící Turci)
  - Camera obscura na budapešťské Univerzitě

- Velká Británie:
  - Camera obscura v Edinburghu
  - Camera obscura v Dumfries
  - Camera obscura v observatoři Clifton Down, Bristol, jihozápadní Anglie
  - Camera obscura v Greenwichi

- USA:
  - Camera obscura v San Franciscu

- Další země:
  - Camera obscura v Biel, Švýcarsko (část Cinécollection Piasio, Museum Neuhaus)
  - Camera obscura v Langenlois, Rakousko, ve Weinerlebniswelt Loisium
  - Camera obscura na moskevské Lomonosovově univerzitě
  - Camera obscura Building v Ägina, Řecko, postavená v roce 2003, 360°-pohled
  - Camera obscura v Grahamstownu, Jižní Afrika
  - Camera obscura v Havaně, Kuba (na náměstí Plaza Vieja)
  - Camera obscura v Hampi, Karnataka, Indie (klášter Virupaksha).

## Galerie

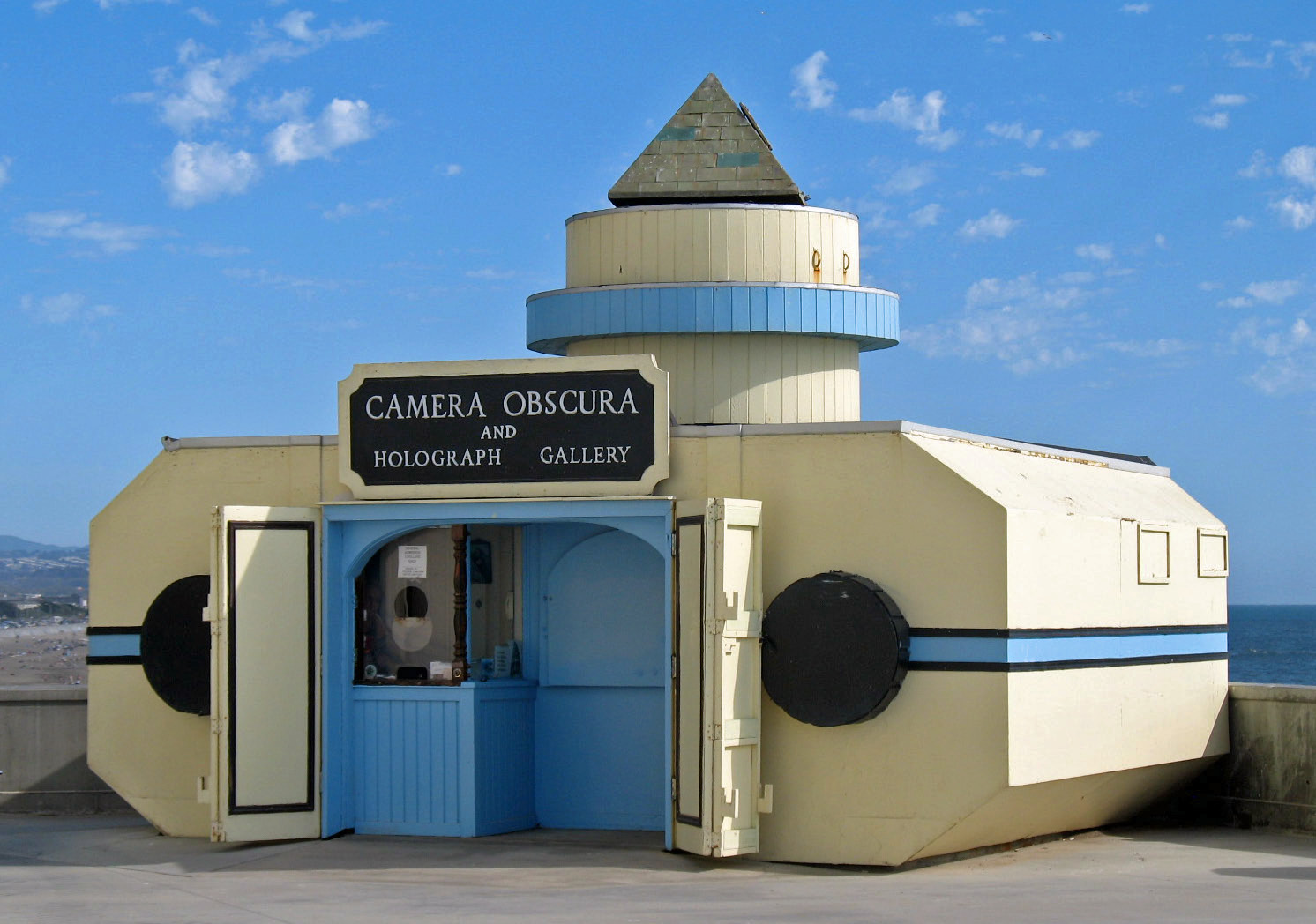
Camera Obscura, San Francisco
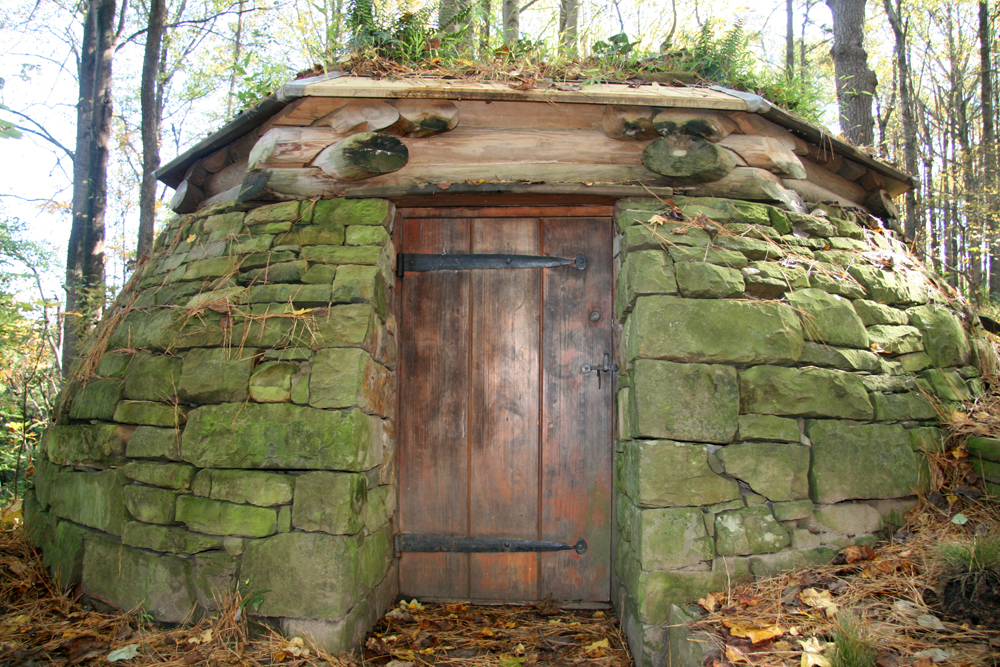
Cloud Chamber for the Trees and Sky, North Carolina Museum of Art
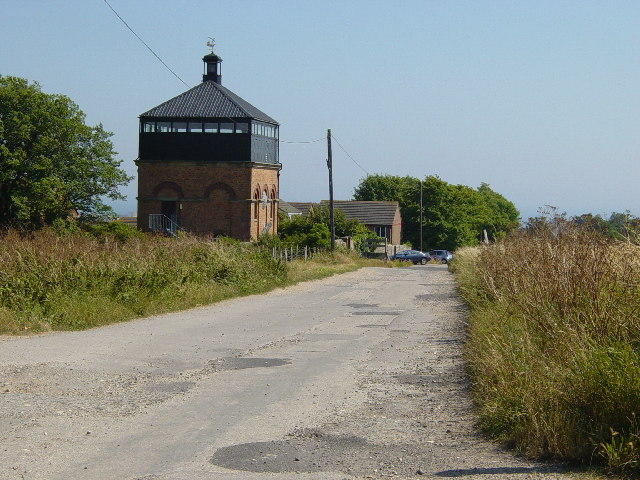
Foredown Tower, Anglie

## Zajímavosti
Camera obscura se také objevila v herní sérií Project Zero, kde slouží jako "zbraň" pro lov duchů.